# Another Day in Paradise (film)
Another Day in Paradise is een Amerikaanse misdaad-drama/thriller uit 1998 onder regie van Larry Clark. De productie is een verfilming van het gelijknamige boek van Eddie Little.

## Verhaal
Bobby en de geestelijk weinig rijpe Rosie vormen een dolverliefd jong stelletje junks zonder een cent te makken. Om in hun verslaving te voorzien, plegen ze kleine misdaden. Ze worden onder de hoede genomen van het eveneens verslaafde echtpaar Mel en Sid, die de jongeren langzaam mee omlaag trekken de wereld van zware misdaad, mishandeling en moord in. Het oudere stel functioneert in eerste instantie als een soort surrogaat-ouders voor Bobby en Rosie, een rol die met name Mel meer en meer verlaat voor een rol als uitbuiter voor zijn eigen gewin. Onderwijl dat het viertal de morele grenzen steeds verder verlegt om aan verdovende middelen te komen, vervaagt hun menselijkheid met eenzelfde tempo.

## Rolverdeling
| Acteur                 | Personage |
| ---------------------- | --------- |
| Vincent Kartheiser     | Bobby     |
| Natasha Gregson Wagner | Rosie     |
| James Woods            | Mel       |
| Melanie Griffith       | Sid       |
| Peter Sarsgaard        | Ty        |
| Branden Williams       | Danny     |
| Brent Briscoe          | Clem      |
| John Gatins            | Phil      |

## Prijzen
- Cognac Festival du Film Policier (Cognac) - Grand Prix (Clark)
- Mediawave (Győr) - Prize of the Preview Screening Jury
- Sant Jordi Awards (Barcelona) - Sant Jordi (beste buitenlandse actrice - Griffith)

## Trivia
- Woods en Griffith werkten in 2002 opnieuw samen aan een film toen ze allebei een stem inspraken voor Stuart Little 2.